# José Mendes da Costa Rodrigues
José Mendes da Costa Rodrigues (Desterro, março de 1821 — Porto Belo, 25 de junho de 1905) foi um político brasileiro.

Filho de Joaquim Rodrigues Pereira Mendes e de Mariana Benedita da Costa.
Foi deputado à Assembleia Legislativa Provincial de Santa Catarina na 7ª legislatura (1848 — 1849), na 9ª legislatura (1852 — 1853) e na 14ª legislatura.